# IPCC
IPCC este acronimul lui Intergovernmental Panel on Climate Change (română IPCC - Grupul interguvernamental de experți în evoluția climei), care este un organism științific însărcinat cu evaluarea riscurilor asupra încălzirii globale datorită efectelor activității umane. Grupul a fost constituit în 1988 de către Organizația Meteorologică Mondială (engleză World Meteorological Organization - WMO) și de Programul Națiunilor Unite pentru mediul înconjurător (engleză United Nations Environment Programme - UNEP), ambele organizații ale ONU.
Organizației IPCC împreună cu Al Gore le-a fost decernat în 2007 Premiul Nobel pentru Pace
.
IPCC nu face cercetări proprii și nu monitorizează clima sau fenomenele care o influențează. Rolul organizației este publicarea unor rapoarte cu privire la implementarea Convenției-cadru a Națiunilor Unite asupra Schimbărilor Climatice (engleză United Nations Framework Convention on Climate Change - UNFCCC),  un tratat internațional care recunoaște posibilitățile modificărilor climatice dăunătoare. UNFCCC se bazează pe Protocolul de la Kyoto.
Rapoartele IPCC sunt citate adesea în dezbaterile privind schimbările climatice. Organismele naționale și internaționale consideră IPCC drept o autoritate în problema schimbărilor climatice.